# Auguste Franchomme

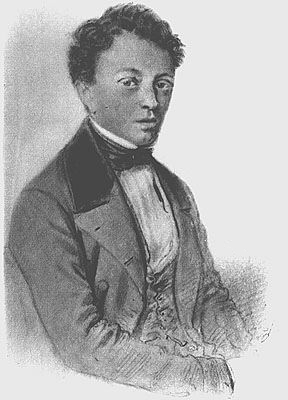
Auguste-Joseph Franchomme.

Auguste-Joseph Franchomme, född den 10 april 1808 i Lille, död den 21 januari 1884 i Paris, var en fransk violoncellist. 
Franchomme studerade från 1825 vid Pariskonservatoriet samt verkade länge vid Italienska operan, tills han 1846 blev professor vid konservatoriet. Jämte violinisten Alard och Charles Hallé föranstaltade han kammarmusiksoaréer och gjorde propaganda för klassisk musik. År 1857 blev han utländsk ledamot nummer 127 i Kungliga Musikaliska Akademien. "Smak och uttrycksfullt föredrag utmärkte hans spel såväl som hans kompositioner", skriver Adolf Lindgren i Nordisk familjebok.